# 小池聰行
小池 聰行（こいけ そうこう、1932年10月15日 - 2001年1月20日）は、日本の実業家。 オリコン・エンタテインメント株式会社 （旧・株式会社オリジナルコンフィデンス）創業者。
北海道三石郡三石町（現：日高郡新ひだか町）出身。同志社大学文学部社会学科新聞学専攻卒業。

## 来歴・生涯
大学卒業後、雪印乳業宣伝部へ勤務した後に会社経営を経て、1967年にオリジナルコンフィデンス（オリコン）を創業。業界・一般向け音楽エンタテインメント情報提供の草分けとして尽力。レコード売り上げの公査部数を発表する機関として注目を浴びた。
『オリコン・ウィークリー』の編集長として、音楽雑誌らしくない誌面づくりを進めた猪股昌也を庇護し続けた。
無類のおもちゃ好きで1995年、オリコン社内に「童心ランド」と称するおもちゃ部屋を作った。
1980年代半ば、アイドル歌手などに対し「アーティスト」という呼称を用いた。カラオケの十八番は矢沢永吉の「時間よ止まれ」であった。　
『ものまね王座決定戦』（フジテレビ）の審査員など、メディアに自ら出演する機会も多かった。小池のものまねを持ちネタにしていたダチョウ倶楽部は「ゲゲゲの鬼太郎に出てくる一般市民と同じ顔」とネタにしていた。
2001年1月20日、勤務先で脳出血を発症し倒れ、東京都内の病院に搬送され治療を受けるも午後9時51分に死去した。享年70（満69歳没）。戒名は「宇童院釈聰無（うどういんしゃくそうむ）」。
小池の没後、二男の秀効が株式会社オリジナルコンフィデンスの代表取締役社長に就任。その後、株式会社おりこんダイレクトデジタル設立者である長男の恒が株式会社オリジナルコンフィデンスを約17億でM&Aし、代表取締役社長に就任した。

## 出演番組
- ぎんざNOW!（TBSテレビ） - 番組中でオリコンチャートを紹介していた
- 歌謡ハラハラサンデー（テレビ朝日）
- タウン5（日本テレビ）
- 夕やけニャンニャン（フジテレビ）
- ものまね王座決定戦（フジテレビ） - 審査員として出演
- ゴールド・ラッシュ!（フジテレビ） - 審査員として出演
- ものまね珍坊（フジテレビ）
- 小池聰行のオリコン童心ランド - 1999年10月から2001年1月まで文化放送で日曜日に放送していた音楽批評番組。
- 小池聡行の歌謡センター9時（ニッポン放送）

## 脚註
1. 1 2 3  オリコン小池社長急死、68歳、スポーツニッポン、2001年1月23日。
2. ↑  『DON!』（日本テレビ系）、2010年10月15日放送(DON! - 1932年10月15日「オリコン創業者小池聰行さんが生まれた日」)。
3. ↑  日刊スポーツ 訃報